# Mistrzostwa Europy w Koszykówce Mężczyzn 2009
Mistrzostwa Europy w Koszykówce Mężczyzn 2009 (oficjalna nazwa z ang. EuroBasket 2009) – 36. finały mistrzostw Europy w koszykówce mężczyzn, które odbyły się w dniach od 7 września do 20 września 2009 w 7 miastach Polski. Wzięło w nich udział 16 czołowych krajowych reprezentacji. Turniej został rozegrany pod patronatem FIBA, a jego głównym organizatorem był Polski Związek Koszykówki.
Wstępnych ustaleń o miejscu organizowania męskich finałów ME'2009 dokonano 9 listopada 2004 w Monachium, zaś decyzję o przyznaniu ich Polsce podjął zarząd FIBA Europe 28 listopada 2004 podczas Kongresu w Tallinnie. Jest to drugi EuroBasket odbywający się w Polsce (pierwszy raz odbył się on we Wrocławiu w 1963).
Inauguracyjna gala promocyjna mistrzostw odbyła się 12 stycznia 2008 w katowickim Centrum Sztuki Filmowej, a w czasie jej trwania zaprezentowano m.in. oficjalne logo turnieju. Prawa telewizyjne do wszystkich spotkań posiadała TVP.

## Uczestnicy
1. Polska – gospodarz

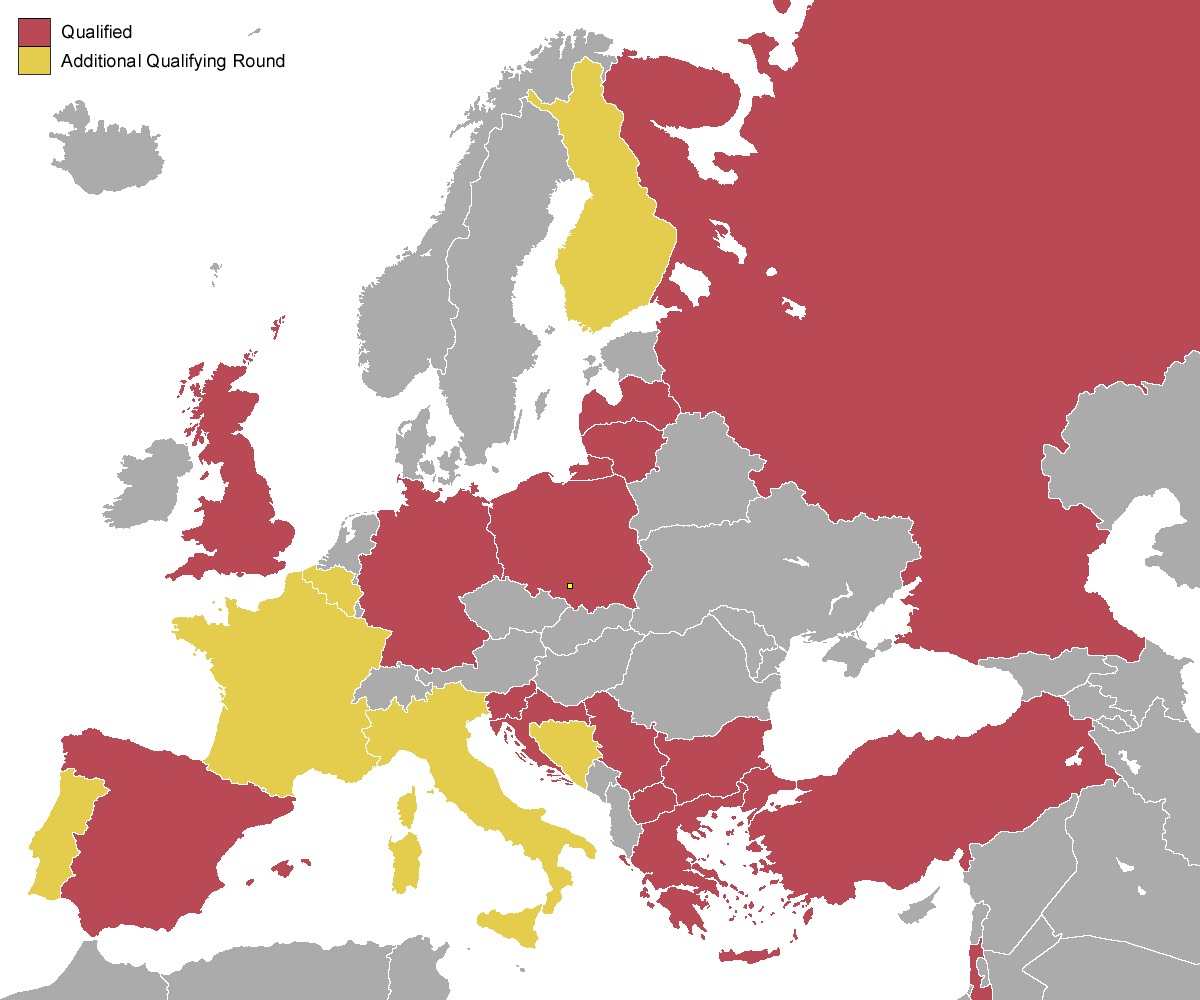
Uczestnicy turnieju finałowego (na czerwono), zespoły walczące o kwalifikacje (na żółto)

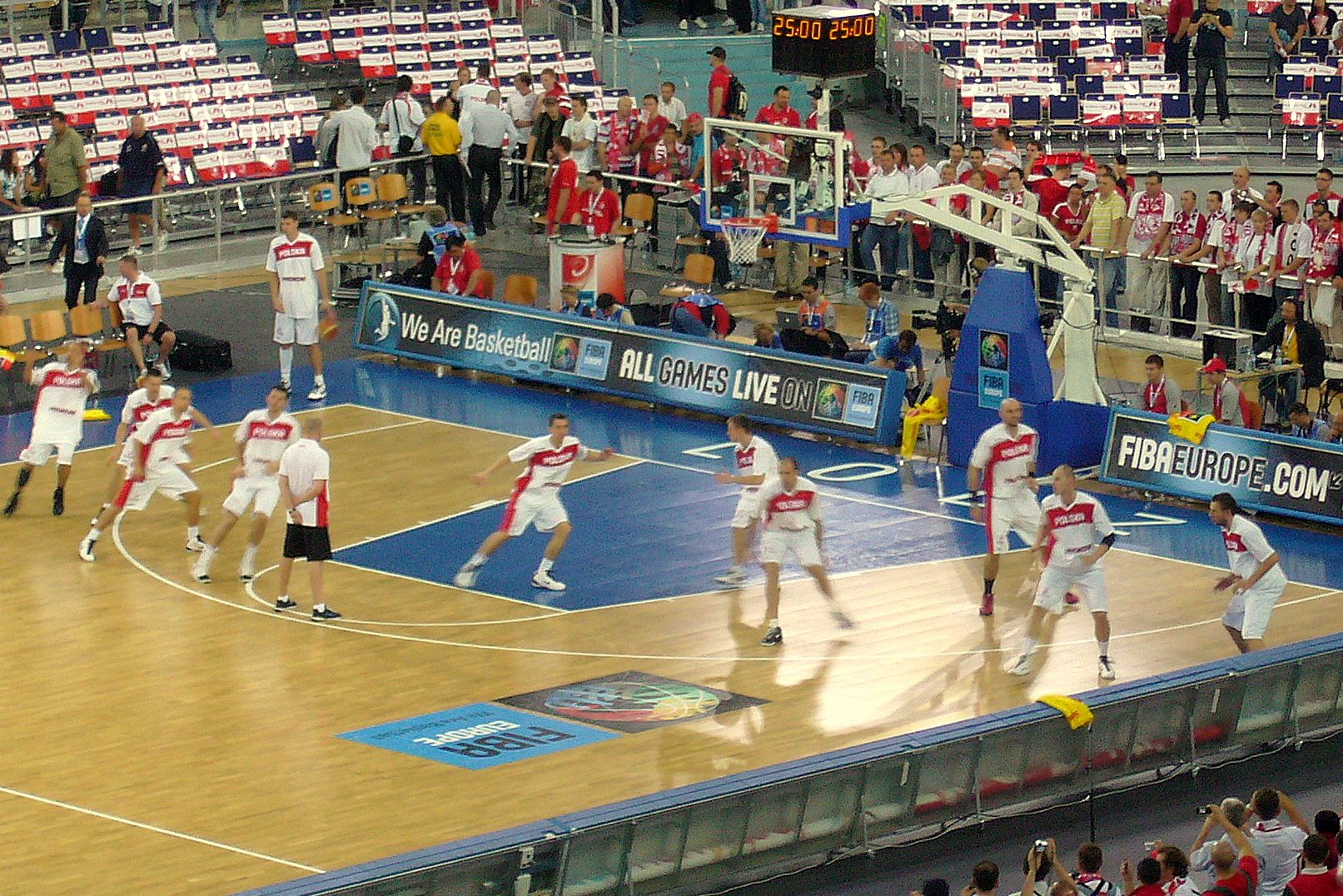
Reprezentacja Polski w czasie rozgrzewki

2. Rosja – 1. miejsce Mistrzostw Europy 2007
3. Hiszpania – 2. miejsce Mistrzostw Europy 2007
4. Litwa – 3. miejsce Mistrzostw Europy 2007
5. Grecja – 4. miejsce Mistrzostw Europy 2007
6. Niemcy – 5. miejsce Mistrzostw Europy 2007
7. Chorwacja – 6. miejsce Mistrzostw Europy 2007
8. Słowenia – 7. miejsce Mistrzostw Europy 2007
9. Serbia – 1. miejsce w grupie A eliminacji
10. Macedonia Północna – 1. miejsce w grupie B eliminacji
11. Turcja – 1. miejsce w grupie C eliminacji
12. Wielka Brytania – 1. miejsce w grupie D eliminacji
13. Bułgaria – 2. miejsce w grupie A eliminacji
14. Łotwa – 2. miejsce w grupie B eliminacji
15. Izrael – 2. miejsce w grupie D eliminacji
16. Francja - zwycięzca eliminacji barażowych

## Pierwsza faza grupowa

### Grupa A - Poznań

#### Tabela
| Poz. | Reprezentacja      | Pkt | Mecze | Mecze | Mecze | Punkty | Punkty | Punkty |
| Poz. | Reprezentacja      | Pkt | M     | Z     | P     | zdob.  | str.   | bilans |
| ---- | ------------------ | --- | ----- | ----- | ----- | ------ | ------ | ------ |
| 1    | Grecja             | 6   | 3     | 3     | 0     | 268    | 202    | 64+    |
| 2    | Chorwacja          | 5   | 3     | 2     | 1     | 235    | 226    | 9+     |
| 3    | Macedonia Północna | 4   | 3     | 1     | 2     | 207    | 246    | 39-    |
| 4    | Izrael             | 3   | 3     | 0     | 3     | 238    | 274    | 36-    |

#### Wyniki
| 7 września 200916:30 | Macedonia Północna     | 54:86(13:28, 15:24, 9:17, 17:17) | Grecja                  | Hala Arena, Poznań Widzów: 1 900 Sędzia: Ivo Dolinek (CZE), Ilija Belošević (SRB), Jakub Zamojski (POL) |
| 7 września 200916:30 | Jeremiah Massey 12 ... | 54:86(13:28, 15:24, 9:17, 17:17) | Wasilis Spanulis 17 ... | Hala Arena, Poznań Widzów: 1 900 Sędzia: Ivo Dolinek (CZE), Ilija Belošević (SRB), Jakub Zamojski (POL) |

| 7 września 200919:15 | Chorwacja            | 86:79(25:17, 17:20, 17:22, 27:20) | Izrael                | Hala Arena, Poznań Widzów: 1 600 Sędzia: Daniel Hierrezuelo (ESP), Zoran Šutulović (MNE), Dimityr Gołoganow (BUL) |
| 7 września 200919:15 | Nikola Vujčić 21 ... | 86:79(25:17, 17:20, 17:22, 27:20) | Li’or Elijjahu 31 ... | Hala Arena, Poznań Widzów: 1 600 Sędzia: Daniel Hierrezuelo (ESP), Zoran Šutulović (MNE), Dimityr Gołoganow (BUL) |

| 8 września 200916:30 | Izrael              | 79:82(19:17, 20:23, 16:20, 24:22) | Macedonia Północna | Hala Arena, Poznań Widzów: 1 600 Sędzia: Ilija Belošević (SRB), Daniel Hierrezuelo (ESP), Matej Boltauzer (SLO) |
| 8 września 200916:30 | Tal Burstein 25 ... | 79:82(19:17, 20:23, 16:20, 24:22) | Pero Antiḱ 19 ...  | Hala Arena, Poznań Widzów: 1 600 Sędzia: Ilija Belošević (SRB), Daniel Hierrezuelo (ESP), Matej Boltauzer (SLO) |

| 8 września 200919:15 | Grecja                   | 76:68(20:15, 32:16, 13:16, 11:21) | Chorwacja        | Hala Arena, Poznań Widzów: 2 500 Sędzia: Zoran Šutulović (MNE), Ivo Dolinek (CZE), Dimityr Gołoganow (BUL) |
| 8 września 200919:15 | Yiannis Bourousis 19 ... | 76:68(20:15, 32:16, 13:16, 11:21) | Roko Ukić 15 ... | Hala Arena, Poznań Widzów: 2 500 Sędzia: Zoran Šutulović (MNE), Ivo Dolinek (CZE), Dimityr Gołoganow (BUL) |

| 9 września 200916:30 | Macedonia Północna     | 71:81(26:20, 22:14, 13:22, 10:25) | Chorwacja            | Hala Arena, Poznań Widzów: 2 500 Sędzia: Ivo Dolinek (CZE), Daniel Hierrezuelo (ESP), Matej Boltauzer (SLO) |
| 9 września 200916:30 | Vrbica Stefanov 12 ... | 71:81(26:20, 22:14, 13:22, 10:25) | Nikola Vujčić 12 ... | Hala Arena, Poznań Widzów: 2 500 Sędzia: Ivo Dolinek (CZE), Daniel Hierrezuelo (ESP), Matej Boltauzer (SLO) |

| 9 września 200919:15 | Izrael                | 80:106(25:31, 17:25, 23:23, 15:27) | Grecja                  | Hala Arena, Poznań Widzów: 1 200 Sędzia: Ilija Belošević (SRB), Zoran Šutulović (MNE), Jakub Zamojski (POL) |
| 9 września 200919:15 | Li’or Elijjahu 21 ... | 80:106(25:31, 17:25, 23:23, 15:27) | Wasilis Spanulis 18 ... | Hala Arena, Poznań Widzów: 1 200 Sędzia: Ilija Belošević (SRB), Zoran Šutulović (MNE), Jakub Zamojski (POL) |

### Grupa B - Gdańsk

#### Tabela
| Poz. | Reprezentacja | Pkt | Mecze | Mecze | Mecze | Punkty | Punkty | Punkty |
| Poz. | Reprezentacja | Pkt | M     | Z     | P     | zdob.  | str.   | bilans |
| ---- | ------------- | --- | ----- | ----- | ----- | ------ | ------ | ------ |
| 1    | Francja       | 6   | 3     | 3     | 0     | 199    | 180    | 18+    |
| 2    | Rosja         | 4   | 3     | 1     | 2     | 218    | 213    | 5+     |
| 3    | Niemcy        | 4   | 3     | 1     | 2     | 203    | 211    | 8-     |
| 4    | Łotwa         | 4   | 3     | 1     | 2     | 187    | 203    | 16-    |

#### Wyniki
| 7 września 200916:30 | Rosja                 | 81:68(28:21, 11:15, 19:16, 23:16) | Łotwa                  | Hala Olivia, Gdańsk Widzów: 4 000 Sędzia: Juan Arteaga (ESP), Roger Harrison (ENG), Damir Javor (SLO) |
| 7 września 200916:30 | Kelly Mc Carty 24 ... | 81:68(28:21, 11:15, 19:16, 23:16) | Kaspars Kambala 22 ... | Hala Olivia, Gdańsk Widzów: 4 000 Sędzia: Juan Arteaga (ESP), Roger Harrison (ENG), Damir Javor (SLO) |

| 7 września 200919:15 | Francja            | 70:65(14:17, 19:20, 17:11, 20:17) | Niemcy               | Hala Olivia, Gdańsk Widzów: 3 000 Sędzia: Milivoje Jovčić (SRB), Marek Ćmikiewicz (POL), Engin Kennerman (TUR) |
| 7 września 200919:15 | Tony Parker 19 ... | 70:65(14:17, 19:20, 17:11, 20:17) | Sven Schultze 13 ... | Hala Olivia, Gdańsk Widzów: 3 000 Sędzia: Milivoje Jovčić (SRB), Marek Ćmikiewicz (POL), Engin Kennerman (TUR) |

| 8 września 200919:15 | Niemcy                   | 76:73(26:12, 19:19, 15:19, 16:23) | Rosja                                   | Hala Olivia, Gdańsk Widzów: 3 500 Sędzia: Milivoje Jovčić (SRB), Damir Javor (SLO), Engin Kennerman (TUR) |
| 8 września 200919:15 | Jan-Hendrik Jagla 19 ... | 76:73(26:12, 19:19, 15:19, 16:23) | Kelly Mc Carty, Anton Ponkraszow 12 ... | Hala Olivia, Gdańsk Widzów: 3 500 Sędzia: Milivoje Jovčić (SRB), Damir Javor (SLO), Engin Kennerman (TUR) |

| 8 września 200919:15 | Łotwa                  | 51:60(8:13, 13:3, 16:25, 14:19) | Francja            | Hala Olivia, Gdańsk Widzów: 4 700 Sędzia: Juan Arteaga (ESP), Marek Ćmikiewicz (POL), Tomas Jasevičius (LTU) |
| 8 września 200919:15 | Kaspars Kambala 18 ... | 51:60(8:13, 13:3, 16:25, 14:19) | Tony Parker 23 ... | Hala Olivia, Gdańsk Widzów: 4 700 Sędzia: Juan Arteaga (ESP), Marek Ćmikiewicz (POL), Tomas Jasevičius (LTU) |

| 9 września 200916:30 | Francja           | 69:64(17:15, 18:19, 16:18, 13:17) | Rosja                 | Hala Olivia, Gdańsk Widzów: 3 000 Sędzia: Juan Arteaga (ESP), Milivoje Jovčić (SRB), Roger Harrison (ENG) |
| 9 września 200916:30 | Boris Diaw 19 ... | 69:64(17:15, 18:19, 16:18, 13:17) | Kelly Mc Carty 13 ... | Hala Olivia, Gdańsk Widzów: 3 000 Sędzia: Juan Arteaga (ESP), Milivoje Jovčić (SRB), Roger Harrison (ENG) |

| 9 września 200919:15 | Niemcy               | 62:68(13:14, 16:23, 13:14, 20:17) | Łotwa                      | Hala Olivia, Gdańsk Widzów: 4 000 Sędzia: Marek Ćmikiewicz (POL), Tomas Jasevičius (LTU), Damir Javor (SLO |
| 9 września 200919:15 | Demond Greene 16 ... | 62:68(13:14, 16:23, 13:14, 20:17) | Kristaps Janičenoks 14 ... | Hala Olivia, Gdańsk Widzów: 4 000 Sędzia: Marek Ćmikiewicz (POL), Tomas Jasevičius (LTU), Damir Javor (SLO |

### Grupa C - Warszawa

#### Tabela
| Poz. | Reprezentacja   | Pkt | Mecze | Mecze | Mecze | Punkty | Punkty | Punkty |
| Poz. | Reprezentacja   | Pkt | M     | Z     | P     | zdob.  | str.   | bilans |
| ---- | --------------- | --- | ----- | ----- | ----- | ------ | ------ | ------ |
| 1    | Słowenia        | 5   | 3     | 2     | 1     | 236    | 218    | 18+    |
| 2    | Serbia          | 5   | 3     | 2     | 1     | 212    | 196    | 16+    |
| 3    | Hiszpania       | 5   | 3     | 2     | 1     | 231    | 226    | 5+     |
| 4    | Wielka Brytania | 3   | 3     | 0     | 3     | 194    | 233    | 39-    |

#### Wyniki
| 7 września 200918:15 | Wielka Brytania          | 59:72(15:27, 20:10, 12:14, 12:21) | Słowenia             | Hala Torwar, Warszawa Widzów: 3 054 Sędzia: Lazaros Voreadis (GRC), David Chambon (FRA), Borys Ryżyk (UKR) |
| 7 września 200918:15 | Pops Mensah-Bonsu 18 ... | 59:72(15:27, 20:10, 12:14, 12:21) | Erazem Lorbek 19 ... | Hala Torwar, Warszawa Widzów: 3 054 Sędzia: Lazaros Voreadis (GRC), David Chambon (FRA), Borys Ryżyk (UKR) |

| 7 września 200921:00 | Serbia              | 66:57(15:12, 23:11, 18:14, 10:20) | Hiszpania                  | Hala Torwar, Warszawa Widzów: 3 600 Sędzia: Romualdas Brazauskas (LTU), Robert Lottermoser (GER), Oļegs Latiševs (LAT) |
| 7 września 200921:00 | Nenad Krstić 17 ... | 66:57(15:12, 23:11, 18:14, 10:20) | Juan Carlos Navarro 14 ... | Hala Torwar, Warszawa Widzów: 3 600 Sędzia: Romualdas Brazauskas (LTU), Robert Lottermoser (GER), Oļegs Latiševs (LAT) |

| 8 września 200918:15 | Słowenia               | 80:69(22:15, 17:14, 21:15, 20:25) | Serbia                | Hala Torwar, Warszawa Widzów: 4 208 Sędzia: Romualdas Brazauskas (LTU), Lazaros Voreadis (GRE), Siergiej Michajłow (RUS) |
| 8 września 200918:15 | Boštjan Nachbar 17 ... | 80:69(22:15, 17:14, 21:15, 20:25) | Miloš Teodosić 14 ... | Hala Torwar, Warszawa Widzów: 4 208 Sędzia: Romualdas Brazauskas (LTU), Lazaros Voreadis (GRE), Siergiej Michajłow (RUS) |

| 8 września 200921:00 | Hiszpania        | 84:76(25:15, 19:20, 22:21, 18:20) | Wielka Brytania     | Hala Torwar, Warszawa Widzów: 2 300 Sędzia: Robert Lottermoser (GER), David Chambon (FRA), Borys Ryżyk (UKR) |
| 8 września 200921:00 | Pau Gasol 27 ... | 84:76(25:15, 19:20, 22:21, 18:20) | Jarrett Hart 15 ... | Hala Torwar, Warszawa Widzów: 2 300 Sędzia: Robert Lottermoser (GER), David Chambon (FRA), Borys Ryżyk (UKR) |

| 9 września 200918:15 | Hiszpania                  | 90:84(18:20, 25:15, 19:14, 16:29, dogr. 12:6) | Słowenia            | Hala Torwar, Warszawa Widzów: 3 471 Sędzia: Romualdas Brazauskas (LTU), David Chambon (FRA), Oļegs Latiševs (LAT) |
| 9 września 200918:15 | Juan Carlos Navarro 21 ... | 90:84(18:20, 25:15, 19:14, 16:29, dogr. 12:6) | Goran Dragić 19 ... | Hala Torwar, Warszawa Widzów: 3 471 Sędzia: Romualdas Brazauskas (LTU), David Chambon (FRA), Oļegs Latiševs (LAT) |

| 9 września 200921:15 | Wielka Brytania      | 59:77(12:21, 17:18, 15:19, 15:19) | Serbia              | Hala Torwar, Warszawa Widzów: 1 863 Sędzia: Lazaros Voreadis (GRE), Robert Lottermoser (GER), Siergiej Michajłow (RUS) |
| 9 września 200921:15 | Nate Reinking 21 ... | 59:77(12:21, 17:18, 15:19, 15:19) | Nenad Krstić 17 ... | Hala Torwar, Warszawa Widzów: 1 863 Sędzia: Lazaros Voreadis (GRE), Robert Lottermoser (GER), Siergiej Michajłow (RUS) |

### Grupa D -Wrocław

#### Tabela
| Poz. | Reprezentacja | Pkt | Mecze | Mecze | Mecze | Punkty | Punkty | Punkty |
| Poz. | Reprezentacja | Pkt | M     | Z     | P     | zdob.  | str.   | bilans |
| ---- | ------------- | --- | ----- | ----- | ----- | ------ | ------ | ------ |
| 1    | Turcja        | 6   | 3     | 3     | 0     | 265    | 211    | 54+    |
| 2    | Polska        | 5   | 3     | 2     | 1     | 245    | 240    | 5+     |
| 3    | Litwa         | 4   | 3     | 1     | 2     | 235    | 239    | 4-     |
| 4    | Bułgaria      | 3   | 3     | 0     | 3     | 213    | 268    | 55-    |

#### Wyniki
| 7 września 200918:15 | Polska             | 90:78(32:21, 20:16, 23:21, 15:20) | Bułgaria            | Hala Ludowa, Wrocław Widzów: 7 000 Sędzia: Shmuel Bachar (ISR), Christos Christodoulou (GRE), Ademir Zurapović (BIH) |
| 7 września 200918:15 | David Logan 23 ... | 90:78(32:21, 20:16, 23:21, 15:20) | Earl Rowland 20 ... | Hala Ludowa, Wrocław Widzów: 7 000 Sędzia: Shmuel Bachar (ISR), Christos Christodoulou (GRE), Ademir Zurapović (BIH) |

| 7 września 200921:15 | Turcja                  | 84:76(19:22, 20:17, 24:19, 21:18) | Litwa                        | Hala Ludowa, Wrocław Widzów: 7 000 Sędzia: Sreten Radović (CRO), Guerrino Cerebuch (ITA), Fernando Rocha (POR) |
| 7 września 200921:15 | Hidayet Türkoğlu 19 ... | 84:76(19:22, 20:17, 24:19, 21:18) | Marijonas Petravičius 21 ... | Hala Ludowa, Wrocław Widzów: 7 000 Sędzia: Sreten Radović (CRO), Guerrino Cerebuch (ITA), Fernando Rocha (POR) |

| 8 września 200918:15 | Litwa                 | 75:86(23:25, 9:17, 18:18, 25:26) | Polska              | Hala Ludowa, Wrocław Widzów: 7 000 Sędzia: Christos Christodoulou (GRE), Sreten Radović (CRO), Aleksandar Milojevik (MKD) |
| 8 września 200918:15 | Jonas Mačiulis 14 ... | 75:86(23:25, 9:17, 18:18, 25:26) | Maciej Lampe 22 ... | Hala Ludowa, Wrocław Widzów: 7 000 Sędzia: Christos Christodoulou (GRE), Sreten Radović (CRO), Aleksandar Milojevik (MKD) |

| 8 września 200921:15 | Bułgaria            | 66:94(15:24, 13:29, 24:19, 14:22) | Turcja              | Hala Ludowa, Wrocław Widzów: 2 600 Sędzia: Guerrino Cerebuch (ITA), Shmuel Bachar (ISR), Fernando Rocha (POR) |
| 8 września 200921:15 | Earl Rowland 15 ... | 66:94(15:24, 13:29, 24:19, 14:22) | Ender Arslan 17 ... | Hala Ludowa, Wrocław Widzów: 2 600 Sędzia: Guerrino Cerebuch (ITA), Shmuel Bachar (ISR), Fernando Rocha (POR) |

| 9 września 200918:15 | Polska               | 69:87(17:24, 17:21, 21:21, 14:21) | Turcja           | Hala Ludowa, Wrocław Widzów: 7 000 Sędzia: Shmuel Bachar (ISR), Sreten Radović (CRO), Aleksandar Milojevik (MKD) |
| 9 września 200918:15 | Marcin Gortat 21 ... | 69:87(17:24, 17:21, 21:21, 14:21) | Ömer Aşık 22 ... | Hala Ludowa, Wrocław Widzów: 7 000 Sędzia: Shmuel Bachar (ISR), Sreten Radović (CRO), Aleksandar Milojevik (MKD) |

| 9 września 200921:15 | Litwa                     | 84:69(25:22, 16:19, 16:15, 27:13) | Bułgaria            | Hala Ludowa, Wrocław Widzów: 3 700 Sędzia: Christos Christodoulou (GRC), Guerrino Cerebuch (ITA), Ademir Zurapović (BIH) |
| 9 września 200921:15 | Kšyštof Lavrinovič 16 ... | 84:69(25:22, 16:19, 16:15, 27:13) | Earl Rowland 18 ... | Hala Ludowa, Wrocław Widzów: 3 700 Sędzia: Christos Christodoulou (GRC), Guerrino Cerebuch (ITA), Ademir Zurapović (BIH) |

## Druga faza grupowa

### Grupa E -Bydgoszcz

#### Tabela
| Poz. | Reprezentacja      | Pkt | Mecze | Mecze | Mecze | Punkty | Punkty | Punkty |
| Poz. | Reprezentacja      | Pkt | M     | Z     | P     | zdob.  | str.   | bilans |
| ---- | ------------------ | --- | ----- | ----- | ----- | ------ | ------ | ------ |
| 1    | Francja            | 10  | 5     | 5     | 0     | 380    | 334    | 46+    |
| 2    | Rosja              | 8   | 5     | 3     | 2     | 338    | 338    | 0      |
| 3    | Grecja             | 8   | 5     | 3     | 2     | 380    | 337    | 43+    |
| 4    | Chorwacja          | 7   | 5     | 2     | 3     | 357    | 364    | 7-     |
| 5    | Macedonia Północna | 6   | 5     | 1     | 4     | 337    | 396    | 59-    |
| 6    | Niemcy             | 6   | 5     | 1     | 4     | 360    | 383    | 23-    |

#### Wyniki
| 11 września 200915:45 | Rosja                  | 62:59(16:16, 12:10, 14:16, 20:17) | Chorwacja          | Łuczniczka, Bydgoszcz Widzów: 1 500 Sędzia: Ilija Belošević (SRB), Marek Ćmikiewicz (POL), Matej Boltauzer (SLO) |
| 11 września 200915:45 | Timofiej Mozgow 18 ... | 62:59(16:16, 12:10, 14:16, 20:17) | Mario Kasun 13 ... | Łuczniczka, Bydgoszcz Widzów: 1 500 Sędzia: Ilija Belošević (SRB), Marek Ćmikiewicz (POL), Matej Boltauzer (SLO) |

| 11 września 200918:15 | Niemcy                    | 76:84(19:25, 14:16, 17:20, 26:23) | Grecja                  | Łuczniczka, Bydgoszcz Widzów: 2 000 Sędzia: Juan Arteaga (ESP), Milivoje Jovčić (SRB), Dimityr Gołoganow (BUL) |
| 11 września 200918:15 | Heiko Schaffartzik 23 ... | 76:84(19:25, 14:16, 17:20, 26:23) | Wasilis Spanulis 20 ... | Łuczniczka, Bydgoszcz Widzów: 2 000 Sędzia: Juan Arteaga (ESP), Milivoje Jovčić (SRB), Dimityr Gołoganow (BUL) |

| 11 września 200921:00 | Francja                               | 83:57(24:9, 25:9, 18:17, 16:22) | Macedonia Północna                                    | Łuczniczka, Bydgoszcz Widzów: 2 000 Sędzia: Romualdas Brazauskas (LTU), Damir Javor (SLO), Engin Kennerman (TUR) |
| 11 września 200921:00 | Florent Pietrus, Nando De Colo 14 ... | 83:57(24:9, 25:9, 18:17, 16:22) | Todor Gechevski, Darko Sokolov, Jeremiah Massey 9 ... | Łuczniczka, Bydgoszcz Widzów: 2 000 Sędzia: Romualdas Brazauskas (LTU), Damir Javor (SLO), Engin Kennerman (TUR) |

| 13 września 200915:45 | Macedonia Północna     | 86:75(18:14, 18:22, 26:14, 24:25) | Niemcy               | Łuczniczka, Bydgoszcz Widzów: 2 500 Sędzia: Daniel Hierrezuelo (ESP), Tomas Jasevičius (LTU), Matej Boltauzer (SLO) |
| 13 września 200915:45 | Vrbica Stefanov 25 ... | 86:75(18:14, 18:22, 26:14, 24:25) | Lucca Staiger 14 ... | Łuczniczka, Bydgoszcz Widzów: 2 500 Sędzia: Daniel Hierrezuelo (ESP), Tomas Jasevičius (LTU), Matej Boltauzer (SLO) |

| 13 września 200918:15 | Grecja                        | 65:68(12:21, 20:18, 15:9, 18:20) | Rosja                 | Łuczniczka, Bydgoszcz Widzów: 3 500 Sędzia: Ivo Dolinek (CZE), Damir Javor (SLO), Jakub Zamojski (POL) |
| 13 września 200918:15 | Sofoklis Schortsanitis 13 ... | 65:68(12:21, 20:18, 15:9, 18:20) | Kelly Mc Carty 17 ... | Łuczniczka, Bydgoszcz Widzów: 3 500 Sędzia: Ivo Dolinek (CZE), Damir Javor (SLO), Jakub Zamojski (POL) |

| 13 września 200921:00 | Chorwacja            | 79:87(21:19, 25:22, 10:22, 23:24) | Francja            | Łuczniczka, Bydgoszcz Widzów: 3 000 Sędzia: Milivoje Jovčić (SRB), Marek Ćmikiewicz (POL), Roger Harrison (ENG) |
| 13 września 200921:00 | Marko Popović 30 ... | 79:87(21:19, 25:22, 10:22, 23:24) | Tony Parker 24 ... | Łuczniczka, Bydgoszcz Widzów: 3 000 Sędzia: Milivoje Jovčić (SRB), Marek Ćmikiewicz (POL), Roger Harrison (ENG) |

| 15 września 200915:45 | Rosja                  | 71:69(14:10, 19:19, 16:20, 22:20) | Macedonia Północna | Łuczniczka, Bydgoszcz Widzów: 2 000 Sędzia: Juan Arteaga (ESP), Milivoje Jovčić (SRB), Engin Kennerman (TUR) |
| 15 września 200915:45 | Timofiej Mozgow 25 ... | 71:69(14:10, 19:19, 16:20, 22:20) | Pero Antiḱ 19 ...  | Łuczniczka, Bydgoszcz Widzów: 2 000 Sędzia: Juan Arteaga (ESP), Milivoje Jovčić (SRB), Engin Kennerman (TUR) |

| 15 września 200918:15 | Francja            | 71:69(18:21, 23:13, 15:19, 15:16) | Grecja                  | Łuczniczka, Bydgoszcz Widzów: 2 500 Sędzia: Ilija Belošević (SRB), Daniel Hierrezuelo (ESP), Tomas Jasevičius (LTU) |
| 15 września 200918:15 | Alain Koffi 14 ... | 71:69(18:21, 23:13, 15:19, 15:16) | Wasilis Spanulis 16 ... | Łuczniczka, Bydgoszcz Widzów: 2 500 Sędzia: Ilija Belošević (SRB), Daniel Hierrezuelo (ESP), Tomas Jasevičius (LTU) |

| 15 września 200921:00 | Niemcy                    | 68:70(19:20, 13:17, 18:12, 18:21) | Chorwacja             | Łuczniczka, Bydgoszcz Widzów: 2 000 Sędzia: Romualdas Brazauskas (LTU), Ivo Dolinek (CZE), Matej Boltauzer (SLO) |
| 15 września 200921:00 | Heiko Schaffartzik 18 ... | 68:70(19:20, 13:17, 18:12, 18:21) | Roko-Leni Ukić 18 ... | Łuczniczka, Bydgoszcz Widzów: 2 000 Sędzia: Romualdas Brazauskas (LTU), Ivo Dolinek (CZE), Matej Boltauzer (SLO) |

### Grupa F -Łódź

#### Tabela
| Poz. | Reprezentacja | Pkt | Mecze | Mecze | Mecze | Punkty | Punkty | Punkty |
| Poz. | Reprezentacja | Pkt | M     | Z     | P     | zdob.  | str.   | bilans |
| ---- | ------------- | --- | ----- | ----- | ----- | ------ | ------ | ------ |
| 1    | Słowenia      | 9   | 5     | 4     | 1     | 390    | 344    | 46+    |
| 2    | Turcja        | 9   | 5     | 4     | 1     | 370    | 338    | 32+    |
| 3    | Serbia        | 8   | 5     | 3     | 2     | 365    | 357    | 8+     |
| 4    | Hiszpania     | 8   | 5     | 3     | 2     | 381    | 351    | 30+    |
| 5    | Polska        | 6   | 5     | 1     | 4     | 355    | 405    | 50-    |
| 6    | Litwa         | 5   | 5     | 0     | 5     | 358    | 424    | 66-    |

#### Wyniki
| 12 września 200915:45 | Turcja                | 63:60(20:22, 16:12, 13:14, 14:12) | Hiszpania                        | Atlas Arena, Łódź Widzów: 8 200 Sędzia: Shmuel Bachar (ISR), Sreten Radović (CRO), Robert Lottermoser (GER) |
| 12 września 200915:45 | Ersan İlyasova 15 ... | 63:60(20:22, 16:12, 13:14, 14:12) | Pau Gasol, Rudy Fernández 16 ... | Atlas Arena, Łódź Widzów: 8 200 Sędzia: Shmuel Bachar (ISR), Sreten Radović (CRO), Robert Lottermoser (GER) |

| 12 września 200918:15 | Polska                                | 72:77(22:23, 14:20, 17:19, 19:15) | Serbia              | Atlas Arena, Łódź Widzów: 10 100 Sędzia: Christos Christodoulou (GRE), Guerrino Cerebuch (ITA), Fernando Rocha (POR) |
| 12 września 200918:15 | Łukasz Koszarek, Marcin Gortat 16 ... | 72:77(22:23, 14:20, 17:19, 19:15) | Nenad Krstić 18 ... | Atlas Arena, Łódź Widzów: 10 100 Sędzia: Christos Christodoulou (GRE), Guerrino Cerebuch (ITA), Fernando Rocha (POR) |

| 12 września 200921:00 | Litwa                   | 58:81(18:28, 8:15, 13:19, 19:19) | Słowenia            | Atlas Arena, Łódź Widzów: 7 700 Sędzia: Zoran Šutulović (MNE), Lazaros Voreadis (GRE), Oļegs Latiševs (LAT) |
| 12 września 200921:00 | Mantas Kalnietis 15 ... | 58:81(18:28, 8:15, 13:19, 19:19) | Jaka Lakovič 24 ... | Atlas Arena, Łódź Widzów: 7 700 Sędzia: Zoran Šutulović (MNE), Lazaros Voreadis (GRE), Oļegs Latiševs (LAT) |

| 14 września 200915:45 | Hiszpania        | 84:70(15:24, 25:8, 24:11, 20:27) | Litwa                        | Atlas Arena, Łódź Widzów: 7 050 Sędzia: Sreten Radović (CRO), Zoran Šutulović (MNE), Ademir Zurapović (BIH) |
| 14 września 200915:45 | Pau Gasol 19 ... | 84:70(15:24, 25:8, 24:11, 20:27) | Marijonas Petravičius 13 ... | Atlas Arena, Łódź Widzów: 7 050 Sędzia: Sreten Radović (CRO), Zoran Šutulović (MNE), Ademir Zurapović (BIH) |

| 14 września 200918:15 | Słowenia             | 76:60(11:17, 20:12, 22:11, 23:20) | Polska                              | Atlas Arena, Łódź Widzów: 8 100 Sędzia: Shmuel Bachar (ISR), David Chambon (FRA), Aleksandar Milojevik (MKD) |
| 14 września 200918:15 | Erazem Lorbek 20 ... | 76:60(11:17, 20:12, 22:11, 23:20) | Szymon Szewczyk, David Logan 15 ... | Atlas Arena, Łódź Widzów: 8 100 Sędzia: Shmuel Bachar (ISR), David Chambon (FRA), Aleksandar Milojevik (MKD) |

| 14 września 200921:00 | Serbia                | 64:69(18:20, 15:16, 19:19, 12:9, dogr. 0:5) | Turcja                | Atlas Arena, Łódź Widzów: 5 900 Sędzia: Guerrino Cerebuch (ITA), Lazaros Voreadis (GRE), Siergiej Michajłow (RUS) |
| 14 września 200921:00 | Miloš Teodosić 16 ... | 64:69(18:20, 15:16, 19:19, 12:9, dogr. 0:5) | Ersan İlyasova 22 ... | Atlas Arena, Łódź Widzów: 5 900 Sędzia: Guerrino Cerebuch (ITA), Lazaros Voreadis (GRE), Siergiej Michajłow (RUS) |

| 16 września 200915:45 | Litwa                 | 79:89(19:23, 18:18, 24:22, 18:26) | Serbia                | Atlas Arena, Łódź Widzów: 4 200 Sędzia: Christos Christodoulou (GRE), Fernando Rocha (POR), David Chambon (FRA) |
| 16 września 200915:45 | Jonas Mačiulis 20 ... | 79:89(19:23, 18:18, 24:22, 18:26) | Miloš Teodosić 20 ... | Atlas Arena, Łódź Widzów: 4 200 Sędzia: Christos Christodoulou (GRE), Fernando Rocha (POR), David Chambon (FRA) |

| 16 września 200918:15 | Polska             | 68:90(14:23, 12:19, 20:29, 22:19) | Hiszpania                  | Atlas Arena, Łódź Widzów: 8 300 Sędzia: Lazaros Voreadis (GRE), Shmuel Bachar (ISR), Oļegs Latiševs (LAT) |
| 16 września 200918:15 | David Logan 20 ... | 68:90(14:23, 12:19, 20:29, 22:19) | Juan Carlos Navarro 23 ... | Atlas Arena, Łódź Widzów: 8 300 Sędzia: Lazaros Voreadis (GRE), Shmuel Bachar (ISR), Oļegs Latiševs (LAT) |

| 16 września 200921:00 | Turcja                | 67:69(15:24, 17:15, 20:18, 15:12) | Słowenia               | Atlas Arena, Łódź Widzów: 3 900 Sędzia: Zoran Šutulović (MNE), Borys Ryżyk (UKR), Robert Lottermoser (GER) |
| 16 września 200921:00 | Ersan İlyasova 16 ... | 67:69(15:24, 17:15, 20:18, 15:12) | Boštjan Nachbar 16 ... | Atlas Arena, Łódź Widzów: 3 900 Sędzia: Zoran Šutulović (MNE), Borys Ryżyk (UKR), Robert Lottermoser (GER) |

## Faza finałowa -Katowice
|  |                             |              |                             |                             |    |           |                             |                             |                             |                             |                   |       |       |
|  | Ćwierćfinały                | Ćwierćfinały | Ćwierćfinały                |                             |    | Półfinały | Półfinały                   | Półfinały                   |                             |                             | Finał             | Finał | Finał |
|  | Ćwierćfinały                | Ćwierćfinały | Ćwierćfinały                |                             |    | Półfinały | Półfinały                   | Półfinały                   |                             |                             | Finał             | Finał | Finał |
|  | 17 września 2009 – Katowice |              |                             |                             |    |           |                             |                             |                             |                             |                   |       |       |
|  |                             |              |                             |                             |    |           |                             |                             |                             |                             |                   |       |       |
|  | Francja                     | Francja      | 66                          |                             |    |           |                             |                             |                             |                             |                   |       |       |
|  | Francja                     | Francja      | 66                          | 19 września 2009 – Katowice |    |           |                             |                             |                             |                             |                   |       |       |
|  | Hiszpania                   | Hiszpania    | 86                          |                             |    |           |                             |                             |                             |                             |                   |       |       |
|  | Hiszpania                   | Hiszpania    | 86                          |                             |    | Hiszpania | Hiszpania                   | 82                          |                             |                             |                   |       |       |
|  | 18 września 2009 – Katowice |              |                             |                             |    | Hiszpania | Hiszpania                   | 82                          |                             |                             |                   |       |       |
|  |                             |              | Grecja                      | Grecja                      | 64 |           |                             |                             |                             |                             |                   |       |       |
|  | Turcja                      | Turcja       | Grecja                      | Grecja                      | 64 | 74        |                             |                             |                             |                             |                   |       |       |
|  | Turcja                      | Turcja       |                             |                             |    | 74        | 20 września 2009 – Katowice |                             |                             |                             |                   |       |       |
|  | Grecja                      | Grecja       | 76                          |                             |    |           |                             |                             |                             |                             |                   |       |       |
|  | Grecja                      | Grecja       | 76                          |                             |    | Hiszpania | Hiszpania                   | 85                          |                             |                             |                   |       |       |
|  | 17 września 2009 – Katowice |              |                             |                             |    | Hiszpania | Hiszpania                   | 85                          |                             |                             |                   |       |       |
|  |                             |              | Serbia                      | Serbia                      | 63 |           |                             |                             |                             |                             |                   |       |       |
|  | Rosja                       | Rosja        | Serbia                      | Serbia                      | 63 | 68        |                             |                             |                             |                             |                   |       |       |
|  | Rosja                       | Rosja        | 19 września 2009 – Katowice |                             |    | 68        |                             |                             |                             |                             |                   |       |       |
|  | Serbia                      | Serbia       | 79                          |                             |    |           |                             |                             |                             |                             |                   |       |       |
|  | Serbia                      | Serbia       | 79                          |                             |    | Serbia    | Serbia                      | 96                          | Mecz o 3. miejsce           | Mecz o 3. miejsce           | Mecz o 3. miejsce |       |       |
|  | 18 września 2009 – Katowice |              |                             |                             |    | Serbia    | Serbia                      | 96                          | Mecz o 3. miejsce           | Mecz o 3. miejsce           | Mecz o 3. miejsce |       |       |
|  |                             |              | Słowenia                    | Słowenia                    | 92 |           |                             | 20 września 2009 – Katowice | 20 września 2009 – Katowice | 20 września 2009 – Katowice |                   |       |       |
|  | Słowenia                    | Słowenia     | Słowenia                    | Słowenia                    | 92 | 67        |                             | 20 września 2009 – Katowice | 20 września 2009 – Katowice | 20 września 2009 – Katowice |                   |       |       |
|  | Słowenia                    | Słowenia     |                             |                             |    |           |                             | Grecja                      | Grecja                      | 57                          |                   |       |       |
|  | Chorwacja                   | Chorwacja    | 65                          |                             |    |           |                             |                             | Grecja                      | 57                          |                   |       |       |
|  | Chorwacja                   | Chorwacja    | 65                          |                             |    |           |                             | Słowenia                    | Słowenia                    | 56                          |                   |       |       |
|  |                             |              |                             |                             |    |           |                             |                             | Słowenia                    | 56                          |                   |       |       |

|  |                             |                     |                     |                             |    |                  |                  |                  |
|  | Mecze o miejsca 5-8         | Mecze o miejsca 5-8 | Mecze o miejsca 5-8 |                             |    | Mecz o 5 miejsce | Mecz o 5 miejsce | Mecz o 5 miejsce |
|  | Mecze o miejsca 5-8         | Mecze o miejsca 5-8 | Mecze o miejsca 5-8 |                             |    | Mecz o 5 miejsce | Mecz o 5 miejsce | Mecz o 5 miejsce |
|  | 19 września 2009 – Katowice |                     |                     |                             |    |                  |                  |                  |
|  |                             |                     |                     |                             |    |                  |                  |                  |
|  | Francja                     | Francja             | 80                  |                             |    |                  |                  |                  |
|  | Francja                     | Francja             | 80                  | 20 września 2009 – Katowice |    |                  |                  |                  |
|  | Turcja                      | Turcja              | 68                  |                             |    |                  |                  |                  |
|  | Turcja                      | Turcja              | 68                  |                             |    | Francja          | Francja          | 69               |
|  | 19 września 2009 – Katowice |                     |                     |                             |    | Francja          | Francja          | 69               |
|  |                             |                     | Chorwacja           | Chorwacja                   | 62 |                  |                  |                  |
|  | Rosja                       | Rosja               | Chorwacja           | Chorwacja                   | 62 | 69               |                  |                  |
|  | Rosja                       | Rosja               |                     |                             |    |                  |                  |                  |
|  | Chorwacja                   | Chorwacja           | 76                  |                             |    |                  |                  |                  |
|  | Chorwacja                   | Chorwacja           | 76                  | Mecz o 7 miejsce            |    |                  |                  |                  |
|  |                             |                     |                     |                             |    |                  |                  |                  |
|  | 20 września 2009 – Katowice |                     |                     |                             |    |                  |                  |                  |
|  |                             |                     |                     |                             |    |                  |                  |                  |
|  | Turcja                      | Turcja              | 66                  |                             |    |                  |                  |                  |
|  | Turcja                      | Turcja              | 66                  |                             |    |                  |                  |                  |
|  | Rosja                       | Rosja               | 89                  |                             |    |                  |                  |                  |
|  | Rosja                       | Rosja               | 89                  |                             |    |                  |                  |                  |

### Ćwierćfinały
| 17 września 200918:15 | Rosja                  | 68:79(24:21, 4:20, 15:13, 25:25) | Serbia                | Spodek, Katowice Widzów: 4 000 Sędzia: Juan Arteaga (ESP), Christos Christodoulou (GRE), Ivo Dolinek (CZE) |
| 17 września 200918:15 | Witalij Fridzon 15 ... | 68:79(24:21, 4:20, 15:13, 25:25) | Uroš Tripković 18 ... | Spodek, Katowice Widzów: 4 000 Sędzia: Juan Arteaga (ESP), Christos Christodoulou (GRE), Ivo Dolinek (CZE) |

| 17 września 200921:00 | Francja             | 66:86(15:25, 17:22, 20:26, 14:13) | Hiszpania        | Spodek, Katowice Widzów: 6 000 Sędzia: Ilija Belošević (SRB), Zoran Šutulović (MNE), Sreten Radović (CRO) |
| 17 września 200921:00 | Ronny Turiaf 12 ... | 66:86(15:25, 17:22, 20:26, 14:13) | Pau Gasol 28 ... | Spodek, Katowice Widzów: 6 000 Sędzia: Ilija Belošević (SRB), Zoran Šutulović (MNE), Sreten Radović (CRO) |

| 18 września 200918:15 | Turcja                             | 74:76(14:17, 12:12, 20:18, 19:18, dogr. 9:11) | Grecja                  | Spodek, Katowice Widzów: 6 000 Sędzia: Shmuel Bachar (ISR), Guerrino Cerebuch (ITA), Milivoje Jovčić (SRB) |
| 18 września 200918:15 | Hidayet Türkoğlu, Ömer Onan 13 ... | 74:76(14:17, 12:12, 20:18, 19:18, dogr. 9:11) | Wasilis Spanulis 23 ... | Spodek, Katowice Widzów: 6 000 Sędzia: Shmuel Bachar (ISR), Guerrino Cerebuch (ITA), Milivoje Jovčić (SRB) |

| 18 września 200921:00 | Słowenia             | 67:65(18:25, 21:22, 14:3, 14:15) | Chorwacja             | Spodek, Katowice Widzów: 5 500 Sędzia: Romualdas Brazauskas (LTU), Lazaros Voreadis (GRE), Daniel Hierrezuelo (ESP) |
| 18 września 200921:00 | Erazem Lorbek 27 ... | 67:65(18:25, 21:22, 14:3, 14:15) | Roko-Leni Ukić 21 ... | Spodek, Katowice Widzów: 5 500 Sędzia: Romualdas Brazauskas (LTU), Lazaros Voreadis (GRE), Daniel Hierrezuelo (ESP) |

### Mecze o miejsca 5-8
| 19 września 200912:00 | Francja            | 80:68(12:26, 20:17, 29:16, 19:9) | Turcja                  | Spodek, Katowice Widzów: 1 500 Sędzia: Daniel Hierrezuelo (ESP), Milivoje Jovčić (SRB), Oļegs Latiševs (LAT) |
| 19 września 200912:00 | Tony Parker 28 ... | 80:68(12:26, 20:17, 29:16, 19:9) | Hidayet Türkoğlu 13 ... | Spodek, Katowice Widzów: 1 500 Sędzia: Daniel Hierrezuelo (ESP), Milivoje Jovčić (SRB), Oļegs Latiševs (LAT) |

| 19 września 200914:15 | Rosja                 | 69:76(14:18, 27:15, 15:25, 13:18) | Chorwacja             | Spodek, Katowice Widzów: 1 500 Sędzia: Christos Christodoulou (GRE), Zoran Šutulović (MNE), Fernando Rocha (POR) |
| 19 września 200914:15 | Siergiej Monia 18 ... | 69:76(14:18, 27:15, 15:25, 13:18) | Roko-Leni Ukić 18 ... | Spodek, Katowice Widzów: 1 500 Sędzia: Christos Christodoulou (GRE), Zoran Šutulović (MNE), Fernando Rocha (POR) |

### Półfinały
| 19 września 200918:30 | Hiszpania        | 82:64(26:21, 23:19, 15:11, 18:13) | Grecja                   | Spodek, Katowice Widzów: 8 000 Sędzia: Guerrino Cerebuch (ITA), Ilija Belošević (SRB), Robert Lottermoser (GER) |
| 19 września 200918:30 | Pau Gasol 18 ... | 82:64(26:21, 23:19, 15:11, 18:13) | Ioannis Bourousis 11 ... | Spodek, Katowice Widzów: 8 000 Sędzia: Guerrino Cerebuch (ITA), Ilija Belošević (SRB), Robert Lottermoser (GER) |

| 19 września 200921:00 | Serbia                | 96:92(11:19, 24:26, 21:12, 23:22, dogr. 17:13) | Słowenia             | Spodek, Katowice Widzów: 8 500 Sędzia: Juan Arteaga (ESP), Sreten Radović (CRO), Tomas Jasevičius (LTU) |
| 19 września 200921:00 | Miloš Teodosić 32 ... | 96:92(11:19, 24:26, 21:12, 23:22, dogr. 17:13) | Erazem Lorbek 25 ... | Spodek, Katowice Widzów: 8 500 Sędzia: Juan Arteaga (ESP), Sreten Radović (CRO), Tomas Jasevičius (LTU) |

### Mecz o 7. miejsce
| 20 września 200914:15 | Turcja           | 66:89(18:26, 22:25, 19:17, 7:21) | Rosja                  | Spodek, Katowice Widzów: 1 000 |
| 20 września 200914:15 | Ömer Asik 24 ... | 66:89(18:26, 22:25, 19:17, 7:21) | Witalij Fridzon 26 ... | Spodek, Katowice Widzów: 1 000 |

### Mecz o 5. miejsce
| 20 września 200912:00 | Francja             | 69:62(21:12, 13:12, 12:17, 23:21) | Chorwacja        | Spodek, Katowice Widzów: 2 000 |
| 20 września 200912:00 | Antoine Diot 18 ... | 69:62(21:12, 13:12, 12:17, 23:21) | Davor Kus 18 ... | Spodek, Katowice Widzów: 2 000 |

### Mecz o 3. miejsce
| 20 września 200918:30 | Grecja                        | 57:56(16:13, 15:11, 11:13, 15:19) | Słowenia            | Spodek, Katowice Widzów: 9 000 |
| 20 września 200918:30 | Sofoklis Schortsanitis 23 ... | 57:56(16:13, 15:11, 11:13, 15:19) | Jaka Lakovič 16 ... | Spodek, Katowice Widzów: 9 000 |

### Finał -Katowice
| 20 września 200921:15 | Hiszpania        | 85:63(24:14, 28:15, 15:15, 18:19) | Serbia                                   | Spodek, Katowice Widzów: 10 000 |
| 20 września 200921:15 | Pau Gasol 18 ... | 85:63(24:14, 28:15, 15:15, 18:19) | Uroš Tripković, Novica Veličković 15 ... | Spodek, Katowice Widzów: 10 000 |

## Klasyfikacja końcowa
| Miejsce | Zespół             |
| ------- | ------------------ |
|         | Hiszpania          |
|         | Serbia             |
|         | Grecja             |
| 4       | Słowenia           |
| 5       | Francja            |
| 6       | Chorwacja          |
| 7       | Rosja              |
| 8       | Turcja             |
| 9       | Polska             |
| 9       | Macedonia Północna |
| 11      | Niemcy             |
| 11      | Litwa              |
| 13      | Łotwa              |
| 13      | Izrael             |
| 13      | Wielka Brytania    |
| 13      | Bułgaria           |

## Logo i maskotka
Autorką logo EuroBasket 2009 jest Aleksandra Pawłowska z włocławskiego studia projektowania graficznego i fotografii reklamowej Gutenberg Design, a oficjalnie zaprezentowano je 12 stycznia 2008, podczas inauguracyjnej gali promocyjnej mistrzostw w katowickim Centrum Sztuki Filmowej. Przedstawia ono czerwoną piłkę wpadającą do kosza, którego obręcz tworzy biała szarfa. Według projektantki cechuje je niezwykła ekspresja oraz zamierzona prostota, bowiem ujęto w nim obydwa kluczowe elementy: polskie barwy narodowe (biel i czerwień), a także najważniejsze przedmioty niezbędne do gry w koszykówkę (piłkę i kosz). Oficjalną maskotką mistrzostw został Żubr Mieszko.

### Eliminacje
W eliminacjach Mistrzostw Europy w Koszykówce Mężczyzn 2009 wystartowało 17 drużyn grających w Dywizji A Mistrzostw Europy. Losowanie grup eliminacyjnych odbyło się w lutym 2008 roku w Wenecji. Z czterech grup, na jakie podzielono zespoły, awans do turnieju finałowego uzyskali zwycięzcy poszczególnych grup oraz 3 najlepsze zespoły z drugich miejsc. Pozostałe zespoły, poza czterema najsłabszymi, które rywalizowały o utrzymanie w Dywizji A, walczyły o dodatkowe miejsce w turnieju kwalifikacyjnym, z którego awans wywalczyła reprezentacja Francji.

## Program
Ceremonia otwarcia mistrzostw odbyła się we wrocławskiej Hali Stulecia. Arena ta była również miejscem zmagań grupy z udziałem reprezentacji Polski (we Wrocławiu bowiem polska męska kadra koszykarska zdobyła swój jedyny w historii srebrny medal ME). Pozostałe mecze fazy grupowej rozegrane zostały w Hali Olivia, poznańskiej Arenie i na warszawskim Torwarze. Półfinały natomiast odbyły się w bydgoskiej Łuczniczce oraz w łódzkiej Atlas Arenie. Areną spotkania finałowego był katowicki Spodek.

## Miasta-gospodarze i areny mistrzostw

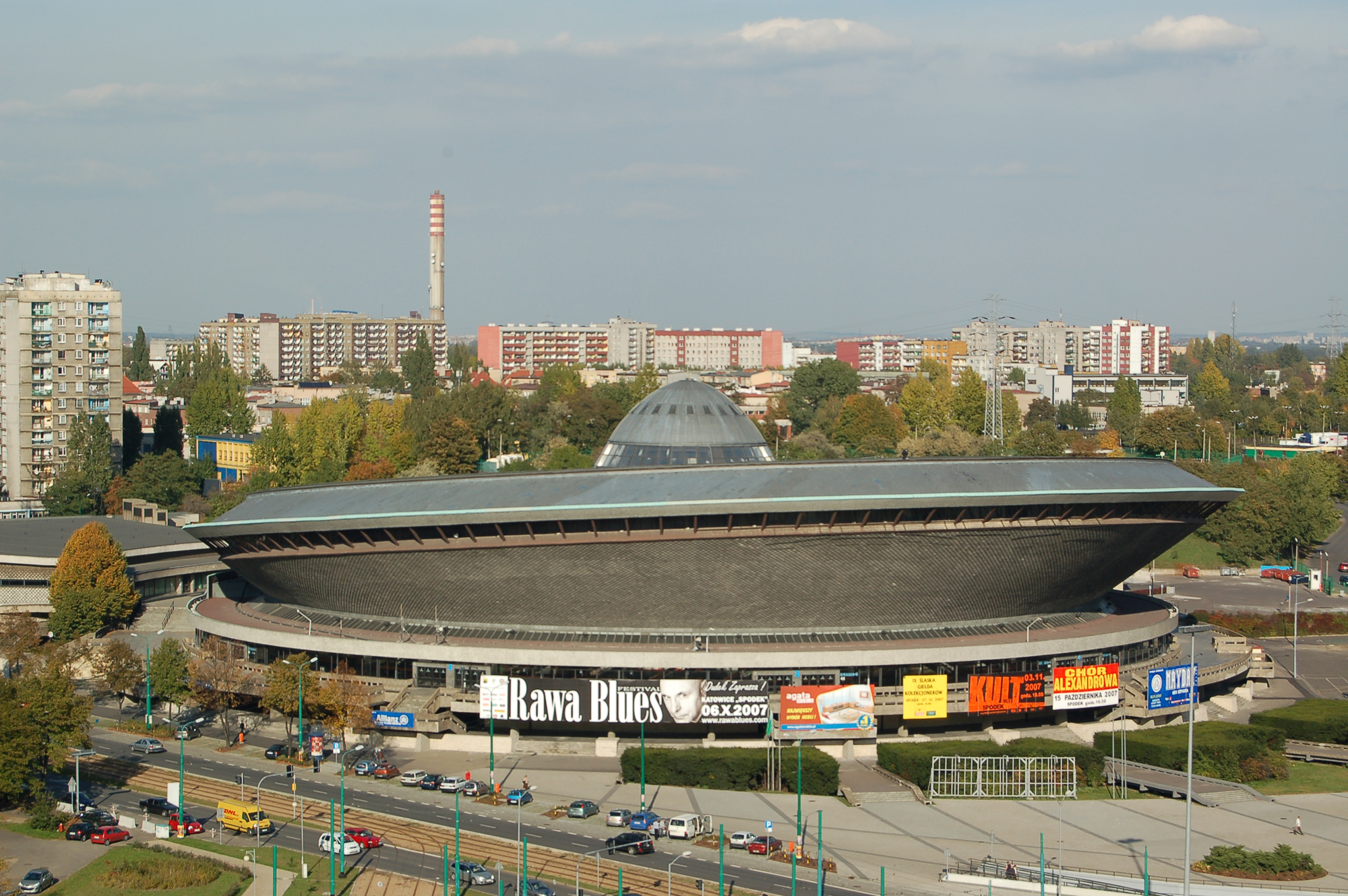
Katowicki Spodek – arena wielkiego finału

Turniej był przeprowadzony na 7 obiektach w 7 miastach. Pierwotnie mecze miały się odbywać w nowym obiekcie pod nazwą Hala Gdańsk-Sopot, jednak na skutek opóźnień w terminie oddania hali do użytku, mecze w Gdańsku odbyły się w Hali Olivii.
| Miasto    | Hala        | Pojemność | Faza rozgrywek            |
| --------- | ----------- | --------- | ------------------------- |
| Bydgoszcz | Łuczniczka  | 8000      | II faza grupowa           |
| Gdańsk    | Hala Olivia | 5000      | I faza grupowa            |
| Katowice  | Spodek      | 11 500    | Faza pucharowa (finałowa) |
| Łódź      | Atlas Arena | 13 500    | II faza grupowa           |
| Poznań    | Arena       | 4200      | I faza grupowa            |
| Warszawa  | Torwar      | 4838      | I faza grupowa            |
| Wrocław   | Ludowa      | 6000      | I faza grupowa            |